# ボブロヴニキ
ボブロヴニキ（Bobrowniki）は、ポーランド南部シロンスク県ベンジン郡にある村。グミナ・ボブロヴニキの中心地である。 ベンジンの北西約11km（7マイル）、県都であるカトヴィツェの北約15km（9マイル）に位置する。